# يو لونغ
يو لونغ (بالصينية: 余隆) هو موزع صيني، ولد في 1 يوليو 1964 في شانغهاي في الصين.

## وصلات خارجية
- الموقع الرسمي
- يو لونغ على موقع ميوزك برينز (الإنجليزية)